# Campeonato Brasileño de Fútbol 1960
El Campeonato Brasileño de Fútbol 1960, oficialmente Taça Brasil fue el tercer torneo válido para el Campeonato Brasileño de Serie A. Fue organizado por la Confederación Brasileña de Fútbol con la finalidad de elegir el campeón brasileño de fútbol de 1960 que sería el representante de Brasil en la Copa Libertadores 1961, la segunda edición de dicha competencia.
El torneo reunió a 17 Campeones estaduales del país, comenzó el 6 de septiembre de 1960 y finalizó el 28 de diciembre del mismo año. La Sociedade Esportiva Palmeiras de São Paulo ganó el campeonato, al vencer en la final al Fortaleza Esporte Clube.

## Participantes
| ABC (Natal)                  |  | Campeón del Campeonato Potiguar de 1959     |
| Bahia (Salvador)             |  | Campeón del Campeonato Baiano de 1959       |
| Capelense (Capela)           |  | Campeón del Campeonato Alagoano de 1959     |
| Coritiba (Curitiba)          |  | Campeón del Campeonato Paranaense de 1959   |
| Cruzeiro (Belo Horizonte)    |  | Campeón del Campeonato Mineiro de 1959      |
| Estrela do Mar (João Pessoa) |  | Campeón del Campeonato Paraibano de 1959    |
| Fluminense (Río de Janeiro)  |  | Campeón del Campeonato Carioca de 1959      |
| Fonseca (Niterói)            |  | Campeón del Campeonato Fluminense de 1959   |
| Fortaleza (Fortaleza)        |  | Campeón del Campeonato Cearense de 1959     |
| Grêmio (Porto Alegre)        |  | Campeón del Campeonato Gaúcho de 1959       |
| Moto Club (São Luís)         |  | Campeón del Campeonato Maranhense de 1959   |
| Palmeiras (São Paulo)        |  | Campeón del Campeonato Paulista de 1959     |
| Paula Ramos (Florianópolis)  |  | Campeón del Campeonato Catarinense de 1959  |
| Paysandu (Belém)             |  | Campeón del Campeonato Paraense de 1959     |
| Rio Branco (Vitória)         |  | Campeón del Campeonato Capixaba de 1959     |
| Santa Cruz (Estância)        |  | Campeón del Campeonato Sergipano de 1959    |
| Santa Cruz (Recife)          |  | Campeón del Campeonato Pernambucano de 1959 |

## Sistema de competición
La Taça Brasil 1960 fue dividida en tres fases, todas en sistema eliminatorio ("partidos de ida y vuelta"). La primera fase, los clubes fueron divididos en cuatro grupos, Grupo Nordeste, Grupo Norte, Grupo Este y Grupo Sur. La segunda fase, los vencedores de los grupos Nordeste y grupo Norte disputaron el título de campeón de la Zona Norte y los vencedores del grupo Este y del grupo Sur, disputaron el título de la Zona Sur. La fase final fue disputada entre los campeones de las Zonas Norte y Sur, más los representantes del Estado de São Paulo y del Campeonato Pernambucano, inscritos directamente en esta fase.

## Preliminar
| 21 de agosto de 1960 | Estrela do Mar | 2:1     | ABC Natal | Estadio Almeidão, João Pessoa |  |
|                      |                | Reporte |           |                               |  |

| 28 de agosto de 1960 | ABC Natal | 5:1     | Estrela do Mar | Estadio Juvenal Lamartine, Natal |  |
|                      |           | Reporte |                |                                  |  |

Nota:1 ABC Natal superó en un tercer partido al Estrela do Mar por 5–1, y avanza a la siguiente ronda.

## Primera fase
| Equipo 1                    | Agr.    | Equipo 2              | Ida | Vuelta |
| --------------------------- | ------- | --------------------- | --- | ------ |
| Grupo Noreste               |         |                       |     |        |
| Bahia                       | 1 - 1 1 | Santa Cruz - Sergipe  | 3-1 | 1-2    |
| Capelense                   | -       | bye                   | -   | -      |
| Grupo Norte                 |         |                       |     |        |
| Paysandu de Belém           | 4 - 6   | Moto Club de São Luís | 2-2 | 2-4    |
| Fortaleza                   | 4 - 1   | ABC Natal             | 3-0 | 1-1    |
| Grupo Sur                   |         |                       |     |        |
| Paula Ramos (Florianópolis) | 1 - 7   | Coritiba              | 1-2 | 0-5    |
| Grêmio                      | -       | bye                   | -   | -      |
| Grupo Este                  |         |                       |     |        |
| Cruzeiro                    | 1 - 1 2 | Rio Branco-ES         | 0-1 | 1-0    |
| Fonseca (Niterói)           | 0-11    | Fluminense            | 0-3 | 0-8    |

Notas:

1 Bahia y Santa Cruz - Sergipe igualaron 0-0 en tercer partido, Bahia avanzó a semifinales del torneo por mejor rendimiento.

2 Cruzeiro superó en un tercer partido al Rio Branco-ES por 1–0, y avanza a la siguiente ronda.

## Segunda Ronda
| Equipo 1      | Agr.    | Equipo 2              | Ida | Vuelta |
| ------------- | ------- | --------------------- | --- | ------ |
| Grupo Noreste |         |                       |     |        |
| Bahia         | 4 - 1   | Capelense             | 2-0 | 2-1    |
| Grupo Norte   |         |                       |     |        |
| Fortaleza     | 3 - 1   | Moto Club de São Luís | 2-0 | 1-1    |
| Grupo Sur     |         |                       |     |        |
| Coritiba      | 4 - 4 1 | Grêmio                | 1-1 | 3-3    |
| Grupo Este    |         |                       |     |        |
| Cruzeiro      | 2 - 5   | Fluminense            | 1-1 | 1-4    |

Nota: 1 Coritiba y Grêmio igualaron 1-1 en tercer partido, Grêmio avanzó a tercera ronda por sorteo.

## Tercera Ronda
| Equipo 1   | Agr.    | Equipo 2   | Ida | Vuelta |
| ---------- | ------- | ---------- | --- | ------ |
| Zona Norte |         |            |     |        |
| Fortaleza  | 2 - 1   | Bahia      | 2-1 | 0-0    |
| Zona Sur   |         |            |     |        |
| Grêmio     | 3 - 4 1 | Fluminense | 1-0 | 2-4    |

Nota: 1 Fluminense y Grêmio igualaron 1-1 en tercer partido, Fluminense avanzó a semifinales del torneo por mejor rendimiento.

## Semifinales
- Palmeiras y Santa Cruz de Recife entran directamente a esta fase.

| Equipo 1          | Agr.  | Equipo 2   | Ida | Vuelta |
| ----------------- | ----- | ---------- | --- | ------ |
| Palmeiras         | 1 - 0 | Fluminense | 0-0 | 1-0    |
| Santa Cruz Recife | 3 - 4 | Fortaleza  | 2-2 | 1-2    |

## Final
| 22 de diciembre de 1960 | Fortaleza    | 1 - 3 | Palmeiras                     | Estadio Presidente Vargas, Fortaleza, |                              |
|                         | Benedito 52' |       | 8' 17' Romeiro · 19' Humberto | Árbitro(s): João Etzel Filho          | Árbitro(s): João Etzel Filho |

| 28 de diciembre de 1960 | Palmeiras                                                                                          | 8 - 2 | Fortaleza      | Estadio Pacaembu, São Paulo,                                 |                                                              |
|                         | Zequinha 8' · Chinesinho 10' 69' · Romeiro 12' · Julinho Botelho 21' · Cruz 53' 56' · Humberto 77' |       | 6' 44' Charuto | Asistencia: 40.000 espectadores Árbitro(s): Ricardo Bonadies | Asistencia: 40.000 espectadores Árbitro(s): Ricardo Bonadies |

- Palmeiras campeón del torneo y clasifica a Copa Libertadores 1961.|                                 |
| Bandera del estado de São Paulo |
| Campeón Palmeiras 1.er título   |

## Tabla general
| #  | Equipos                   | J  | G | E | P | GF | GC | Dif | Pt |
| 1  | SE Palmeiras              | 4  | 3 | 1 | 0 | 12 | 3  | 9   | 7  |
| 2  | Fortaleza EC              | 10 | 4 | 4 | 2 | 16 | 17 | -1  | 12 |
| 3  | Fluminense FC             | 9  | 4 | 3 | 2 | 21 | 7  | 14  | 11 |
| 4  | Santa Cruz FC             | 2  | 0 | 1 | 1 | 3  | 4  | -1  | 1  |
| 5  | EC Bahia                  | 7  | 3 | 2 | 2 | 9  | 6  | 3   | 8  |
| 6  | Grêmio FB Porto-Alegrense | 6  | 1 | 4 | 1 | 9  | 10 | -1  | 6  |
| 7  | Coritiba FBC              | 5  | 1 | 4 | 0 | 11 | 6  | 5   | 6  |
| 8  | Moto Club de São Luís     | 4  | 2 | 1 | 1 | 8  | 7  | 1   | 5  |
| 9  | Cruzeiro EC               | 5  | 2 | 1 | 2 | 4  | 6  | -2  | 5  |
| 10 | CS Capelense              | 2  | 0 | 0 | 2 | 1  | 4  | -3  | 0  |
| 11 | ABC FC                    | 5  | 2 | 1 | 2 | 12 | 8  | 4   | 5  |
| 12 | SC Santa Cruz             | 3  | 1 | 1 | 1 | 3  | 4  | -1  | 3  |
| 13 | Rio Branco AC             | 3  | 1 | 0 | 2 | 1  | 2  | -1  | 2  |
| 14 | Paula Ramos EC            | 2  | 0 | 1 | 1 | 1  | 6  | -5  | 1  |
| 15 | Paysandu SC               | 2  | 0 | 0 | 2 | 4  | 7  | -3  | 0  |
| 16 | Fonseca AC                | 2  | 0 | 0 | 2 | 0  | 11 | -11 | 0  |
| 17 | Estrela do Mar EC         | 3  | 1 | 0 | 2 | 4  | 11 | -7  | 2  |